# Papyrus 86
Papyrus 86 (nach Gregory-Aland mit Sigel {\displaystyle {\mathfrak {P}}}86 bezeichnet) ist eine frühe griechische Abschrift des Neuen Testaments. Dieses Papyrusmanuskript enthält Teile des Matthäusevangeliums. Erhalten geblieben sind die Verse 5,13–16, 22–25. Mittels Paläographie wurde es auf das 4. Jahrhundert datiert.
Der griechische Text des Kodex repräsentiert den Alexandrinischen Texttyp. Aland ordnete ihn in Kategorie II ein.
Die Handschrift wird im Institut für Altertumskunde der Universität Köln unter der Signatur P. Col. theol. 5516  aufbewahrt.

## Abbildungen
- Blatt von {\displaystyle {\mathfrak {P}}}86 recto
- Blatt von {\displaystyle {\mathfrak {P}}}86 verso